# Architecture shinto
L’architecture shinto est celle des sanctuaires shinto japonais.
À quelques exceptions près, le schéma général d'un sanctuaire shinto est d'origine bouddhiste. Avant le bouddhisme, les sanctuaires étaient tout simplement des structures temporaires érigées pour un usage particulier. Le bouddhisme a introduit au Japon l'idée de sanctuaires permanents et beaucoup du vocabulaire de l'architecture shinto. La présence de vérandas, de lanternes de pierre et de portes complexes sont des exemples de cette influence.
La composition d'un sanctuaire shinto est extrêmement variable et aucune de ses possibles caractéristiques n'est nécessairement présente. Même le honden ou sanctuaire, la partie qui abrite le kami et qui est la pièce maîtresse d'un sanctuaire, peut manquer. Toutefois, étant donné que leurs sites sont sacrés, les sanctuaires sont généralement entourés d'une clôture de pierre ou de bois appelée tamagaki, tandis que l'accès est rendu possible par une approche appelée sandō. Les entrées elles-mêmes sont enjambées par des portes appelées toriis qui sont le moyen le plus simple d'identifier un sanctuaire shintoïste.
Un sanctuaire peut inclure dans son enceinte plusieurs bâtiments, chacun destiné à un but différent. Parmi eux, le honden ou sanctuaire, où sont consacrés les kamis, le heiden, la salle des offrandes où sont présentées les offrandes et les prières et le haiden ou salle de culte, où il peut y avoir des sièges pour les fidèles. Le honden est le bâtiment qui contient le shintai, littéralement, « le corps sacré du kami ». De ces bâtiments, seul le haiden est accessible aux profanes. Situé derrière le haiden, le honden est habituellement beaucoup plus petit et sans ornements. Les autres caractéristiques notables du sanctuaire sont le temizuya, la fontaine où les visiteurs se lavent les mains et la bouche et le shamusho (社務所), le bureau qui supervise le sanctuaire. Les sanctuaires peuvent être très grands, comme Ise-jingū, ou aussi petits qu'une ruche, comme dans le cas des hokora, petits sanctuaires fréquemment rencontrés sur les côtés des routes.
Avant la séparation forcée du shintoïsme et du bouddhisme (shinbutsu bunri), il n'était pas rare pour un temple bouddhiste d'être construit à l'intérieur ou à côté d'un sanctuaire, ou au contraire pour un sanctuaire d'inclure des sous-temples bouddhistes. Si un sanctuaire était aussi un temple bouddhiste, il était appelé jingū-ji. Dans le même temps, les temples dans tout le pays adoptaient un kami tutélaire (鎮守/鎮主, chinju) et construisaient des temples-sanctuaires appelés chinjusha pour les héberger. Après la séparation forcée des temples bouddhistes et des sanctuaires shintoïstes ordonnée par le nouveau gouvernement de l'ère Meiji, le lien entre les deux religions a été officiellement rompu, mais il a néanmoins perduré en pratique.

## Origine des sanctuaires
La pratique du marquage des aires sacrées a commencé au Japon dès la période Yayoi (d'environ 500 av. J.-C. à 300 apr. J.-C.) provenant des principes primitifs shinto. Des caractéristiques du paysage tels que les rochers, les cascades, les îles et les montagnes en particulier étaient des lieux supposés être susceptibles d'attirer les kamis et, par la suite, ont été adorés en tant que yorishiro. À l'origine, les lieux sacrés peuvent avoir été simplement marqués par une clôture les entourant et une porte d'entrée ou torii. Plus tard, des bâtiments temporaires semblables aux actuels sanctuaires portables ont été construits pour accueillir les dieux dans l'endroit sacré. Au fil du temps, les structures temporaires ont évolué en des structures permanentes qui ont été consacrées aux dieux. Les anciens sanctuaires ont été construits selon le style habitation (Izumo-taisha), ou entrepôts (Ise-jingū),. Les bâtiments ont des toits à pignon, des sols surélevés, des murs de planches et sont couverts de chaume de roseaux ou d'écorce de cyprès du Japon. Ces premiers sanctuaires ne comprenaient pas d'espace pour le culte. Il existe trois formes importantes de style architectural pour les anciens sanctuaires : taisha-zukuri, shinmei-zukuri et sumiyoshi-zukuri,. Izumo-taisha, Nishina Shinmei-gū et Sumiyoshi-taisha respectivement en sont des illustrations et datent d'avant 552. Selon la tradition du Shikinen sengū-sai (式年遷宮祭), les bâtiments ou les sanctuaires ont été fidèlement reconstruits à intervalles réguliers en respectant la conception originale. Ainsi les styles anciens ont-ils été reproduits à travers les siècles jusqu'à nos jours,,,.

## Caractéristiques communes

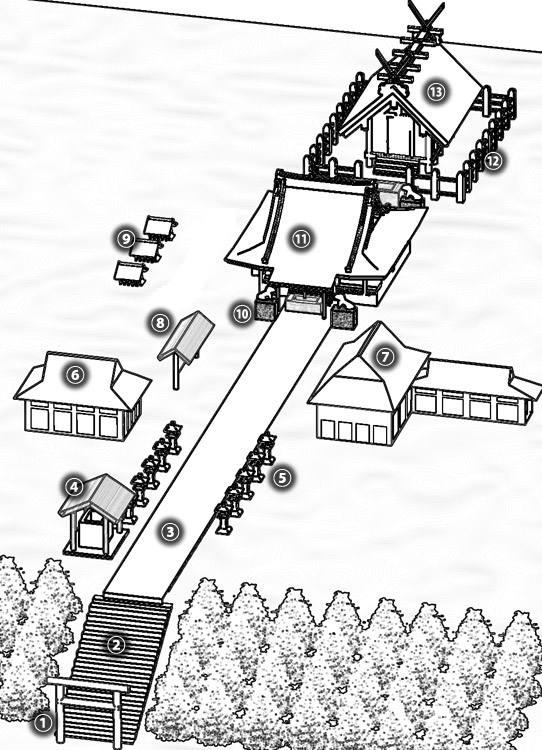
Composition d'un sanctuaire shinto.

Diagramme représentant les éléments les plus importants d'un sanctuaire shinto.
1. Torii : porte shinto
2. Escalier en pierre
3. Sandō : voie d'accès au sanctuaire
4. Chōzuya ou temizuya : fontaine pour se rincer les mains et le visage
5. Tōrō : lanternes décoratives en pierre
6. Kagura-den : bâtiment dédié au nô, danse sacrée kagura
7. Shamusho : bureau du temple (partie administrative du sanctuaire)
8. Ema : plaque en bois portant des prières ou des vœux
9. Sessha/massha : petits sanctuaires auxiliaires
10. Komainu : les « chiens-lions », gardiens du sanctuaire
11. Haiden : oratoire
12. Tamagaki : clôture entourant le honden
13. Honden : bâtiment principal où est consacré le kami. Sur le toit du haiden et du honden se voient les chigi (faîteaux en forme de fourche) et les katsuogi (courts rondins horizontaux), tous deux ornementations shinto habituelles.

### Porte (torii)
Le torii (voir la galerie ci-dessous) est une porte qui marque l'entrée d'une zone sacrée, habituellement, mais pas nécessairement, un sanctuaire. Un sanctuaire peut avoir n'importe quel nombre de torii (Fushimi Inari-taisha en a des milliers) en bois, en pierre, en métal, en béton ou tout autre matériau. Ils se trouvent dans différents endroits au sein de l'enceinte d'un sanctuaire pour indiquer un niveau plus élevé de sainteté.
On rencontre également souvent des toriis dans les temples bouddhistes, mais ils y sont un symbole accepté du shinto et en tant que tels servent à marquer les sanctuaires sur les cartes.
L'origine des toriis n'est pas claire et aucune théorie existante n'a été acceptée comme valide. Ils peuvent par exemple provenir de l'Inde sous forme dérivée des portes torana du monastère de Sanchi situé dans le centre de l'Inde.

### Voie d'accès (sandō)
Le sandō (voir galerie) est la voie d'approche soit d'un sanctuaire shinto soit d'un temple bouddhiste. Dans le premier cas, son point de départ est généralement enjambé par un torii shinto et dans le second cas par un sanmon bouddhiste, portes qui marquent l'entrée du territoire d'un temple ou d'un sanctuaire. Des lanternes de pierre et d'autres décorations peuvent se trouver en un point quelconque le long de son parcours. Il peut y avoir plus d'un sandō, auquel cas le principal est appelé omote-sandō, ou sandō avant, ura-sandō, ou sandō arrière, etc.

### Fontaine (temizuya)
Avant d'entrer dans le sanctuaire, les visiteurs sont censés se laver les mains et la bouche à une fontaine construite à cette fin et appelée temizuya ou chōzuya (voir galerie).

### Chiens coréens (komainu)
Les deux « lions » en face d'un sanctuaire (voir galerie) sont en réalité des chiens gardiens appelés komainu (狛犬, chiens coréens). Ils sont appelés ainsi parce qu'ils sont supposés avoir été introduits au Japon en provenance de Chine via la Corée, et leur nom dérive de « Koma » (高麗), le terme japonais pour le royaume coréen de Koguryo Ils sont presque identiques, mais l'un a la bouche ouverte, l'autre fermée. C'est un modèle très répandu dans les paires de statues dans les temples et les sanctuaires, et qui possède une importante signification symbolique. La gueule ouverte prononce la première lettre de l'alphabet sanskrit (« a »), la gueule fermée la dernière lettre (« um »), représentant le début et la fin de toute chose. Le chien avec la gueule ouverte est appelé shishi (獅子), l'autre komainu, nom qui au fil du temps en est venu à désigner les deux animaux.

### Sanctuaire (honden)
Le honden, aussi appelé shinden (神殿) (voir galerie) est le bâtiment le plus sacré du sanctuaire, destiné uniquement à l'usage du kami qui y est vénéré. Le kami, en lui-même incorporel, est généralement représenté physiquement par un miroir ou parfois par une statue. Le bâtiment est normalement à l'arrière du sanctuaire et fermé au grand public. Les sections « Styles de sanctuaires les plus courants » et « Autres styles » ci-dessous sont consacrées spécifiquement aux honden et à leurs caractéristiques.

### Bâtiment du culte (haiden)
Le haiden (voir la galerie ci-dessous) est la salle de culte ou oratoire du sanctuaire. Il est généralement placé en face du sanctuaire principal du sanctuaire, le honden, et souvent construit sur une plus grande échelle que ce dernier. Le haiden est souvent relié au honden par un heiden, ou une salle d'offrandes. Alors que le honden est l'endroit réservé au kami qui y est vénéré et inaccessible au grand public, le haiden fournit un espace pour les cérémonies et pour adorer le kami,.

### Salle des offrandes (heiden)
Le heiden (voir la galerie ci-dessous) est la partie d'un sanctuaire utilisée pour les offrandes domestiques et se compose normalement d'un tronçon reliant le honden et le haiden. Il peut également être appelé chūden (中殿) ou autrement et sa position peut parfois varier. En dépit de son nom, il est de nos jours principalement utilisé pour des rituels.

### Autres éléments

#### Hokora
Un hokora ou hokura est un très petit sanctuaire qui se trouve dans l'enceinte d'un plus grand sanctuaire dédié à un kami populaire ou au bord d'une route et vénérant un kami qui ne relève pas de la juridiction d'un grand sanctuaire. Un dōsojin, kami mineur protégeant les voyageurs contre les mauvais esprits, peut par exemple être vénéré dans un hokora.

#### Sessha, massha
Sessha (摂社, « sanctuaire auxiliaire ») et massha (末社, « sanctuaire branche »), aussi appelé eda-miya (枝宮, « sanctuaires branches ») sont des sanctuaires petits ou même miniatures (voir galerie) ayant une forte relation historique avec un sanctuaire plus important ou avec le kami qui y est vénéré et qui relèvent de la juridiction de ce sanctuaire. Les deux termes avaient autrefois des significations différentes, mais doivent être aujourd'hui considérés comme synonymes. Pour cette raison, ce genre de sanctuaire est maintenant parfois appelé setsumatsusha (摂末社).

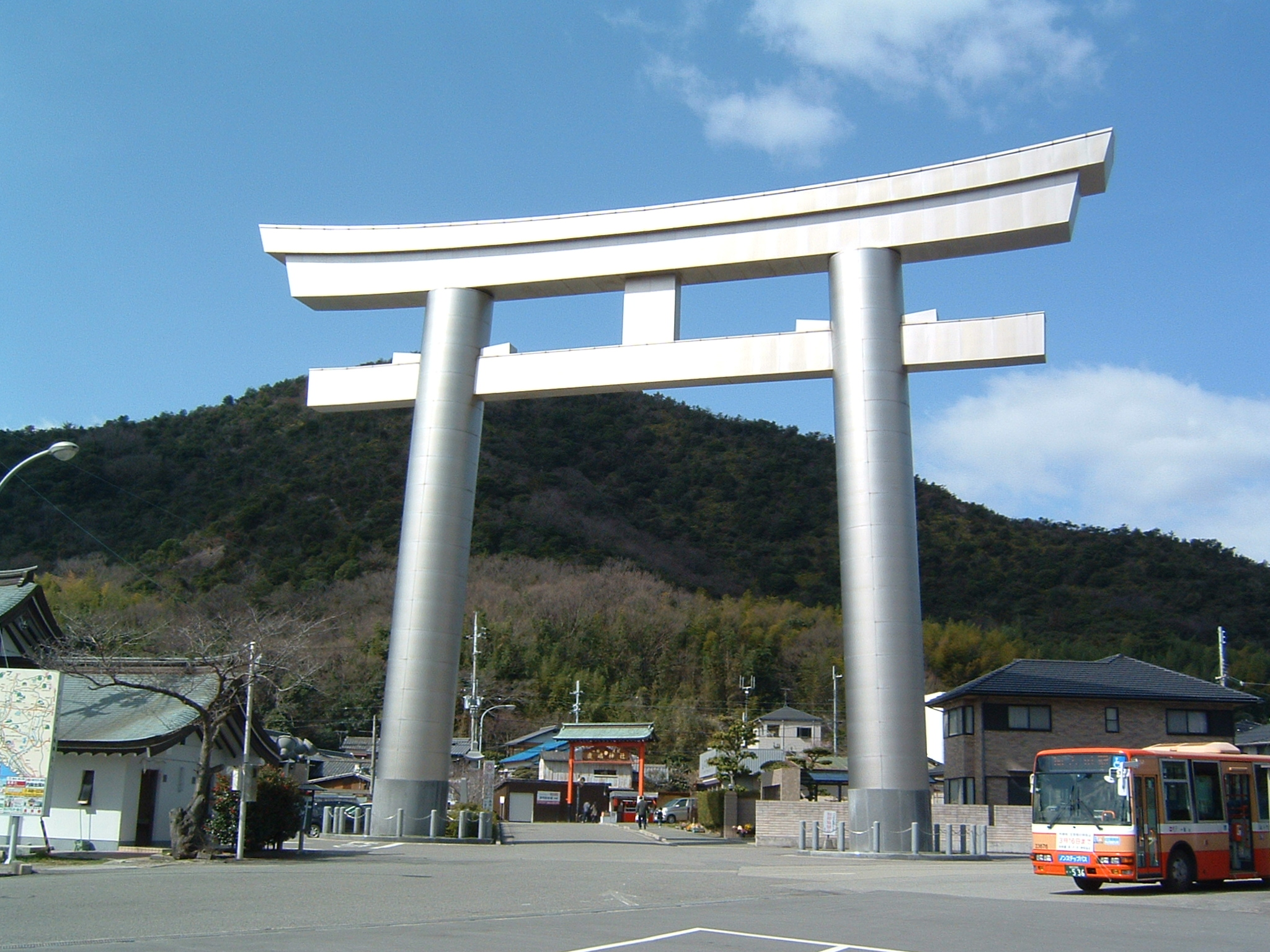
Torii en métal.
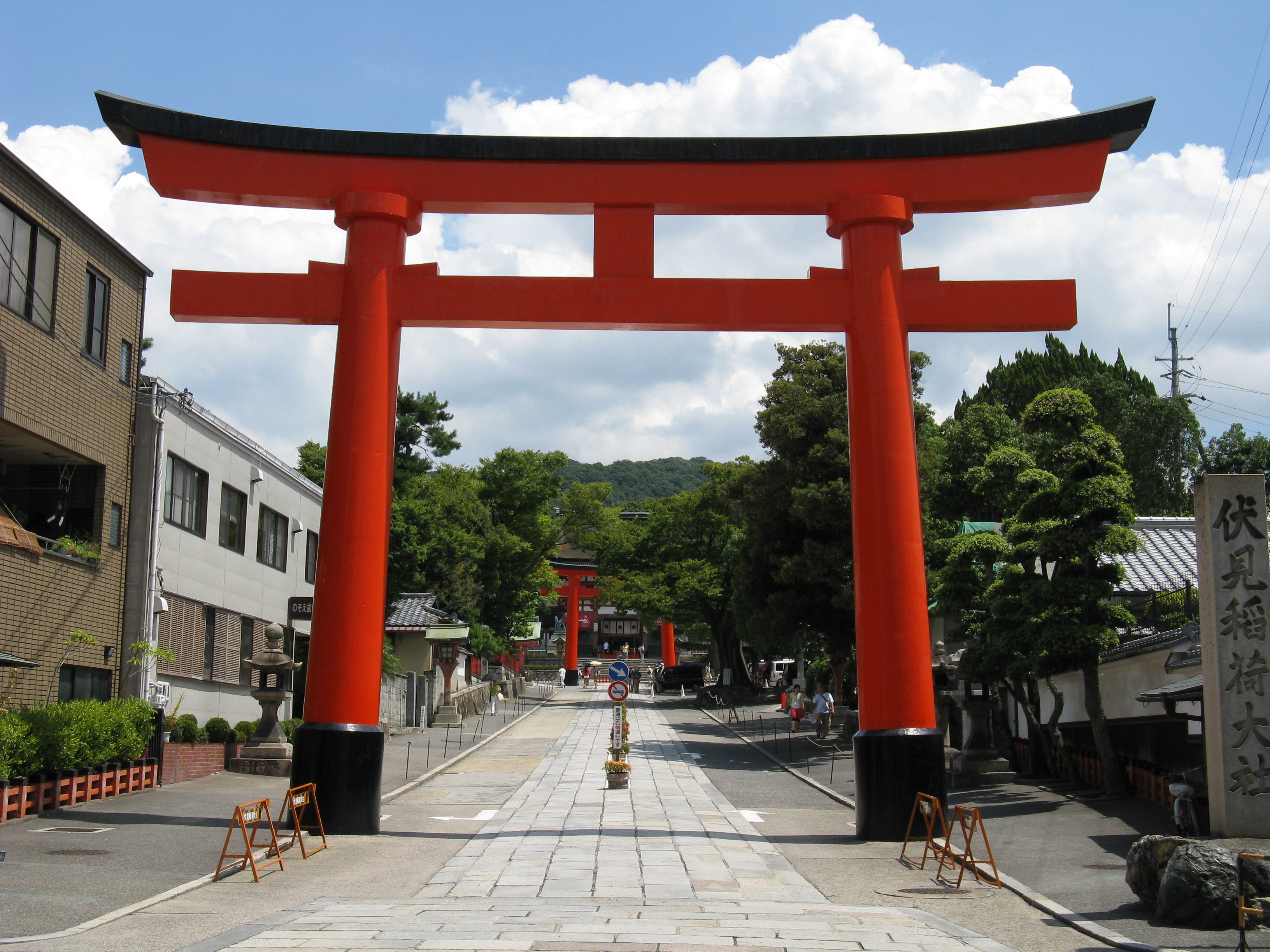
Un sandō.
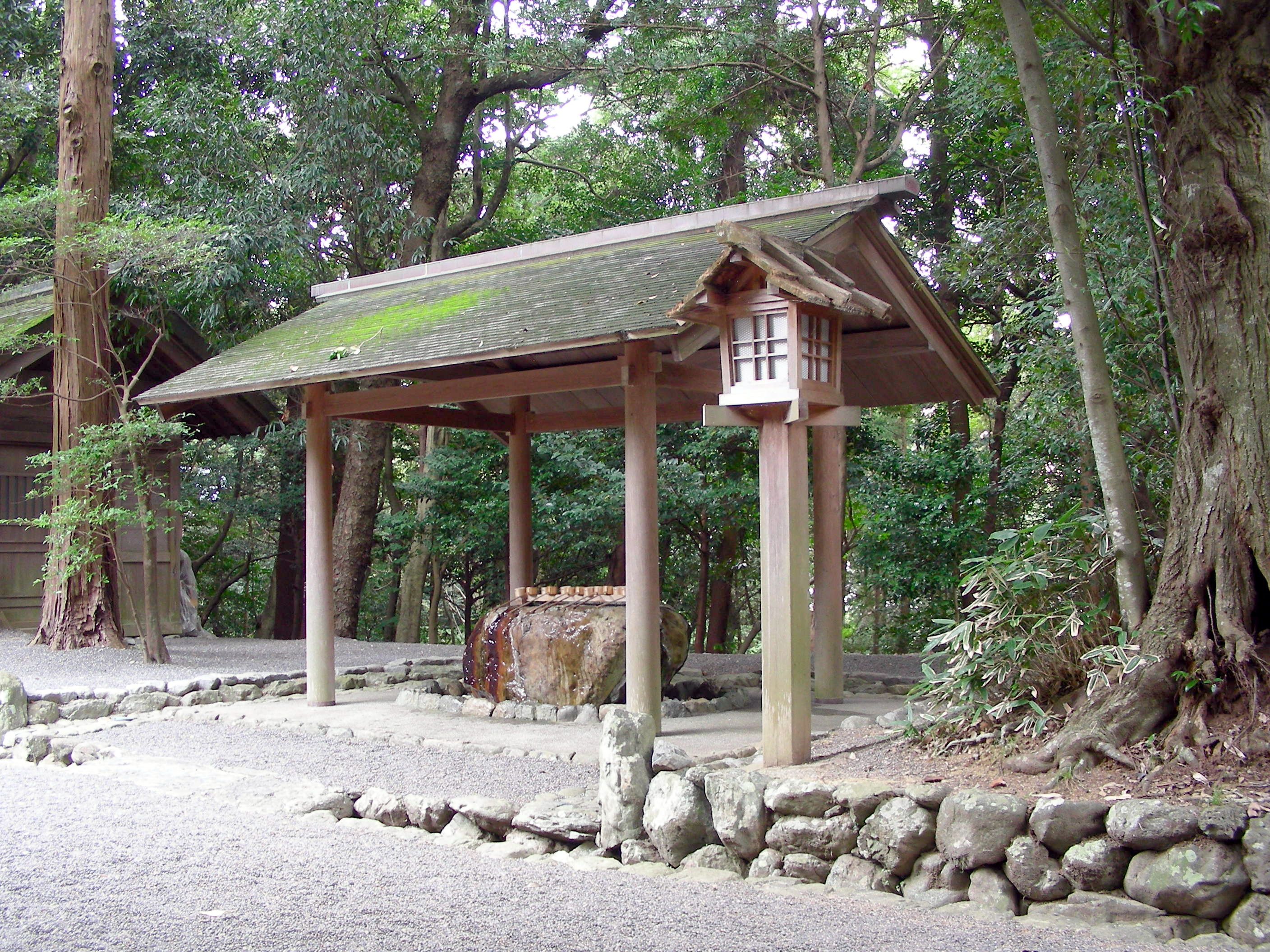
Un temizuya.
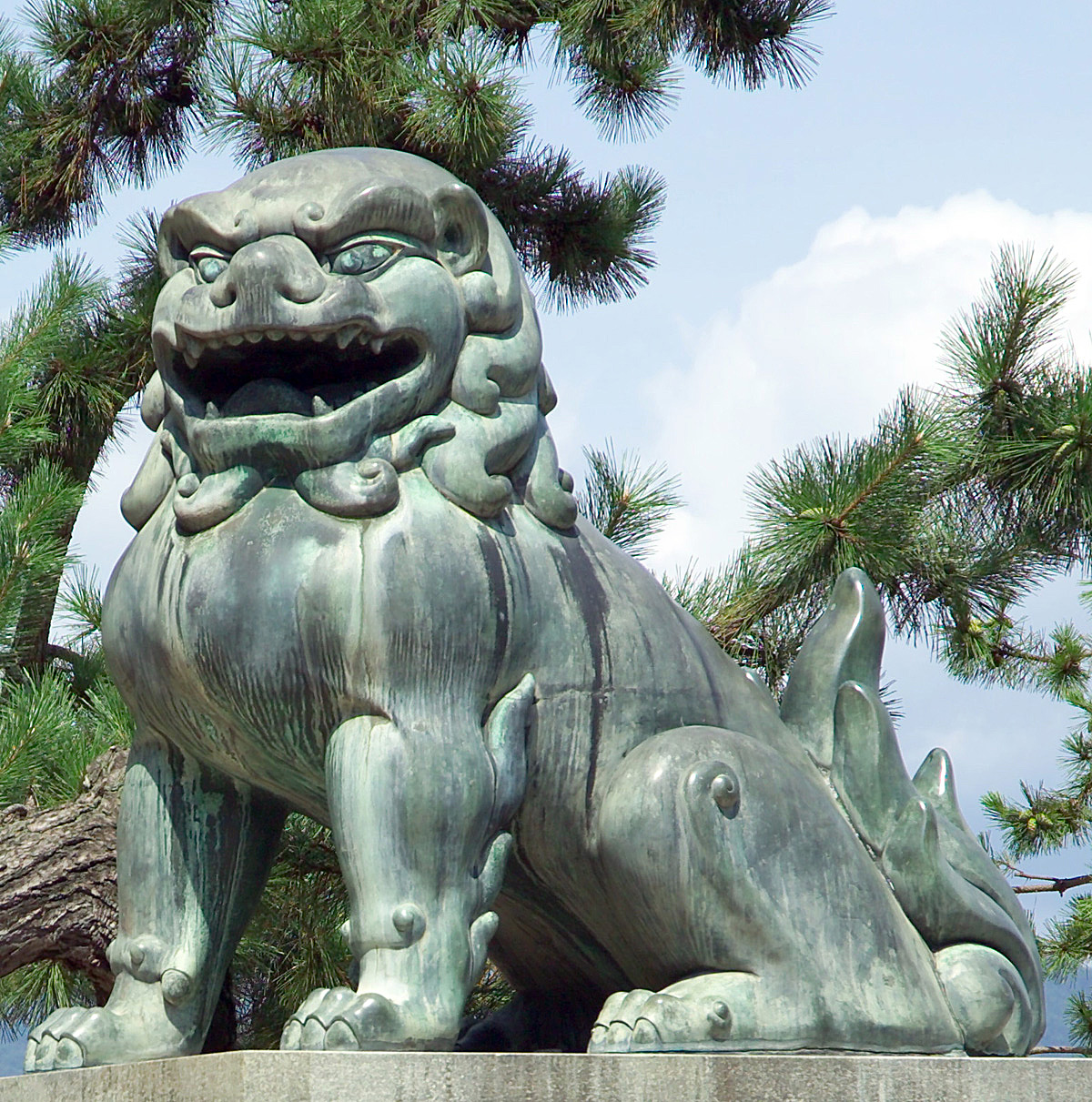
Un komainu.
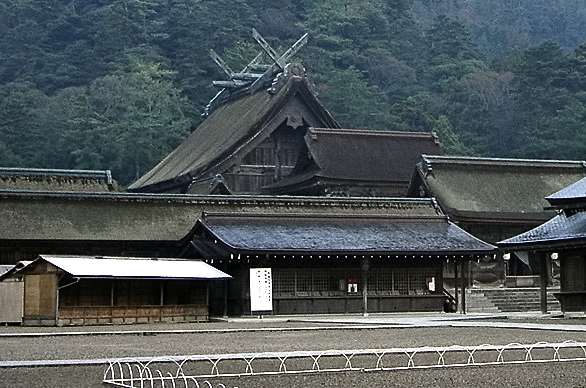
Honden d'Izumo-taisha.
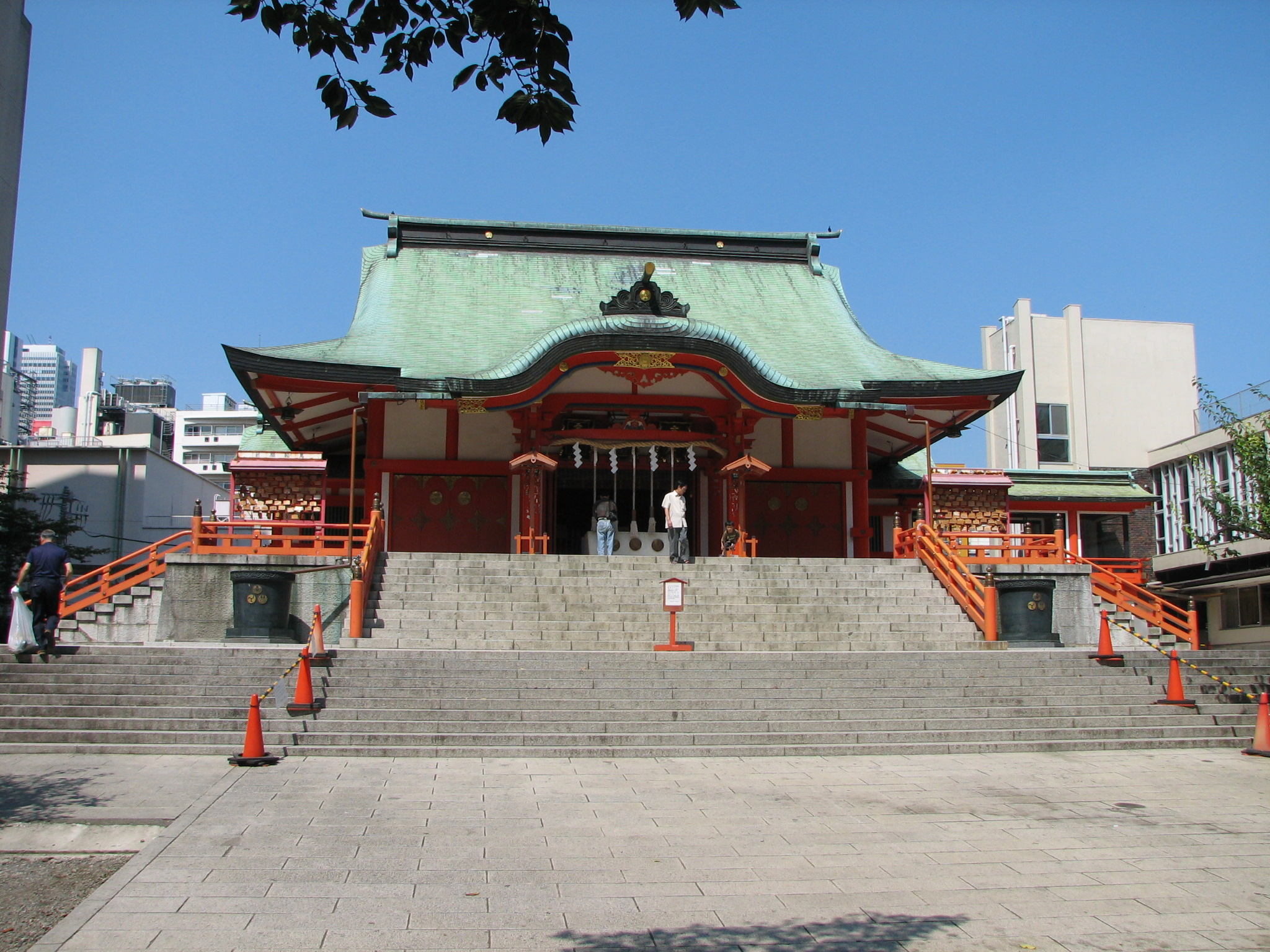
Haiden de Hanazono-jinja.
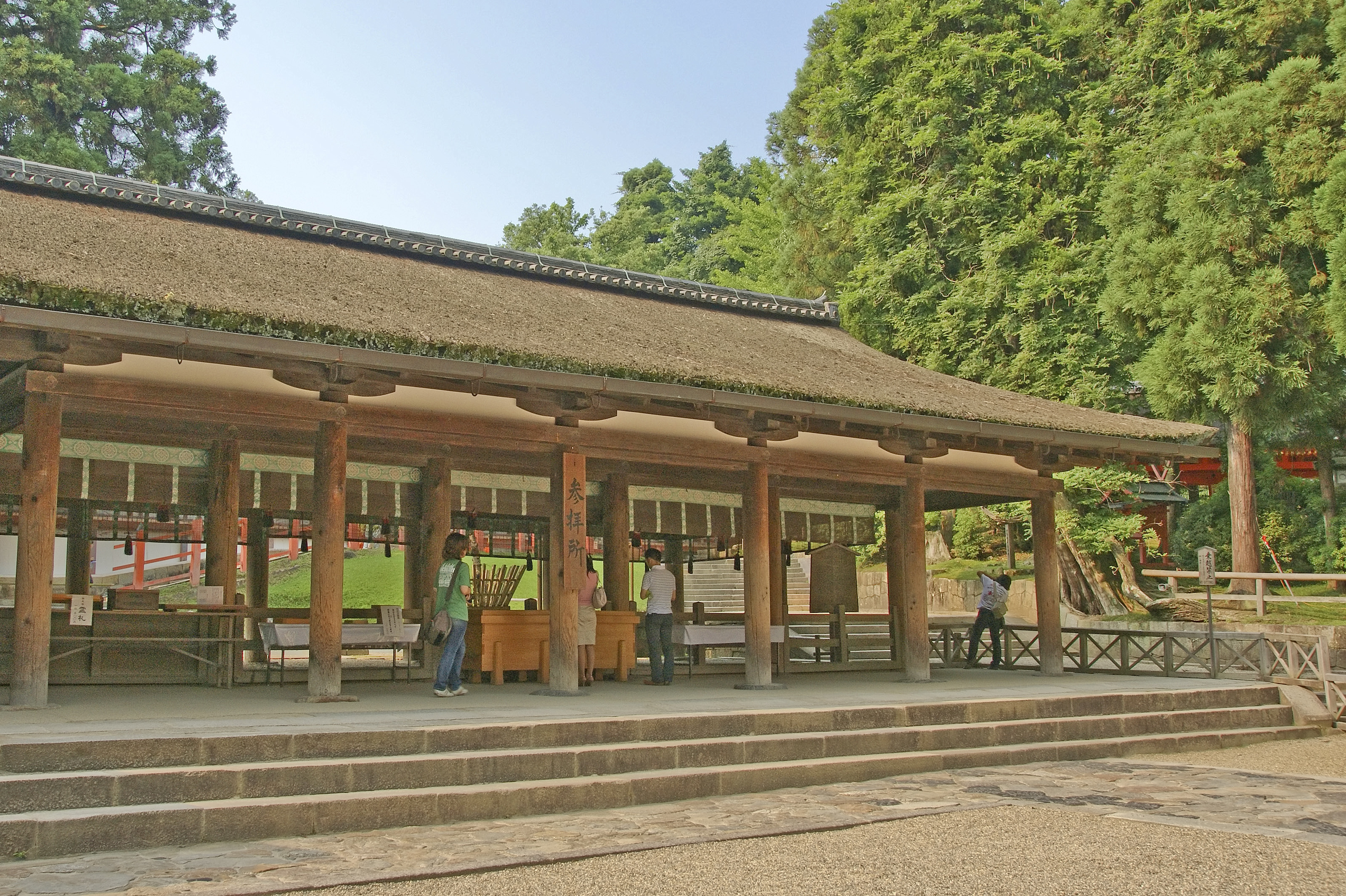
Heiden de Kasuga-taisha.
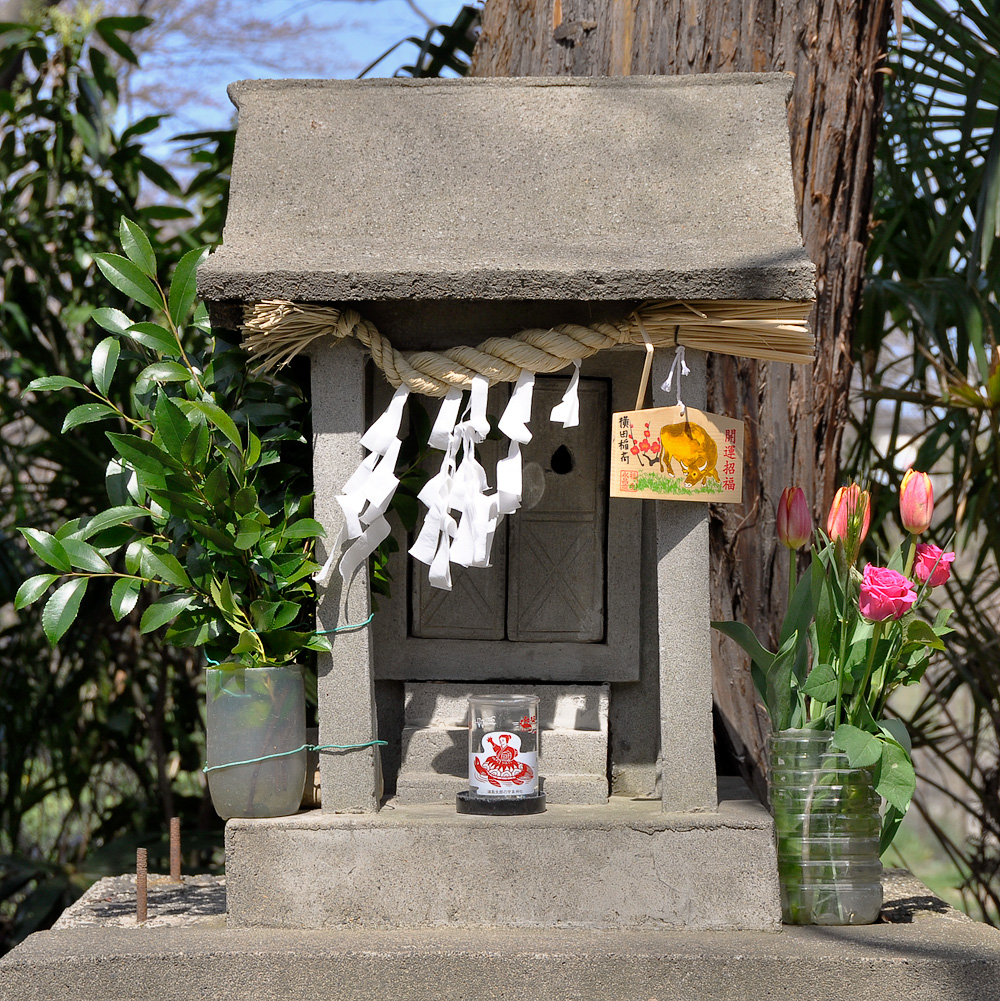
Un hokora.
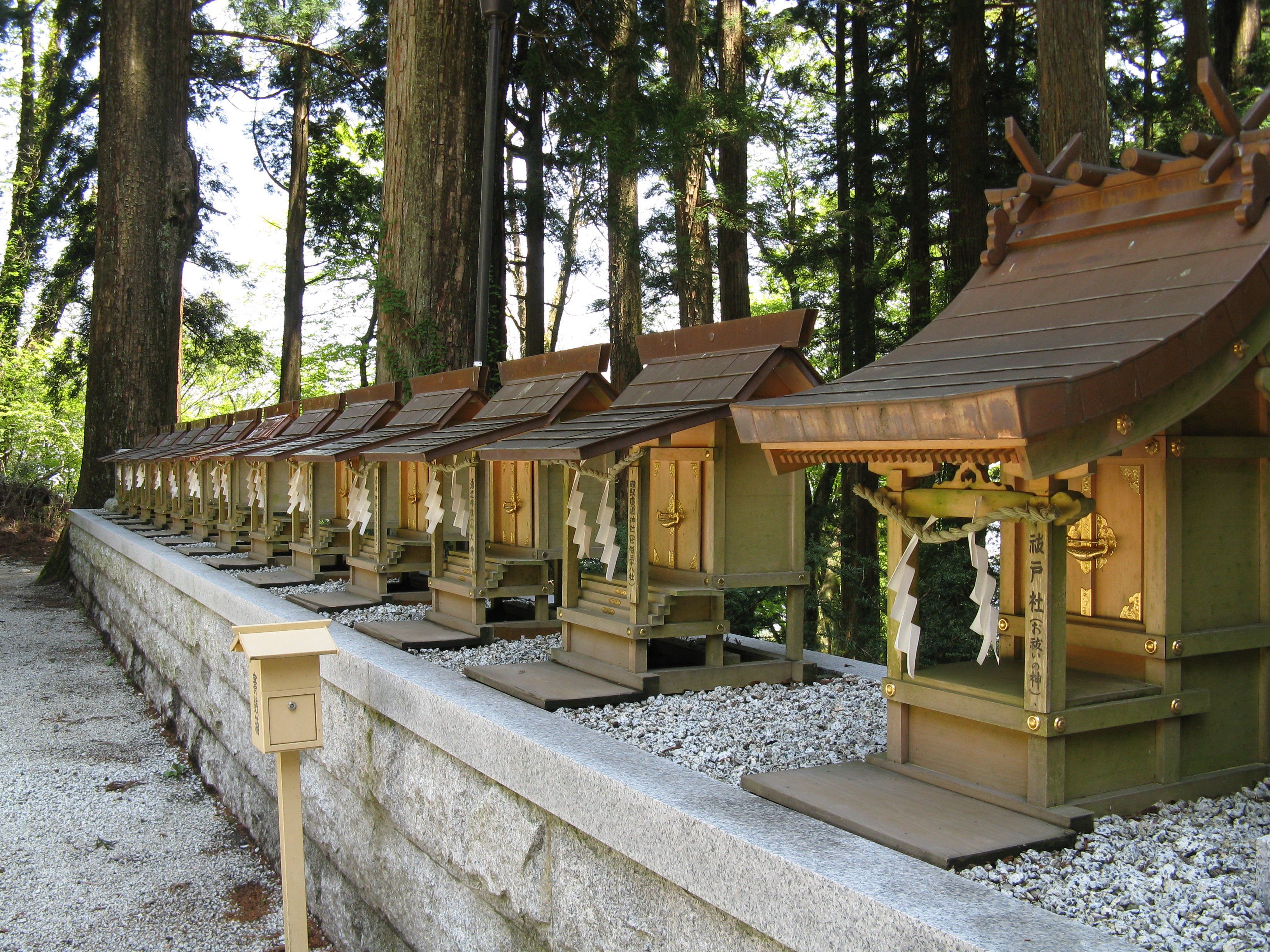
Quelques setsumatsusha.

## Styles de sanctuaires les plus courants
Les bâtiments d'un sanctuaire peuvent avoir de nombreuses configurations de base différentes, habituellement nommées d'après le honden d'un sanctuaire renommé (par exemple hiyoshi-zukuri, dont le nom vient de Hiyoshi-taisha), ou une caractéristique structurelle (par exemple irimoya-zukuri, d'après le toit à croupe et à pignon qu'il adopte. Le suffixe -zukuri signifie dans ce cas « bâtiment »).
Le toit d'un honden est toujours à pignon et certains styles prévoient aussi une allée véranda appelée hisashi (un couloir de 1 ken de large entourant un ou plusieurs côtés du noyau d'un sanctuaire ou d'un temple). Parmi les facteurs qui interviennent dans la classification, la présence ou l'absence des éléments suivants est importante :
- hirairi ou hirairi-zukuri (平入・平入造?) : style de construction dans lequel le bâtiment a son entrée principale sur le côté parallèle à la crête de la toiture (côté sans pignon). Les styles shinmei-zukuri, nagare-zukuri, hachiman-zukuri et hie-zukuri appartiennent à ce type[23] ;

- tsumairi ou tsumairi-zukuri (妻入・妻入造?) : style de construction dans lequel le bâtiment a son entrée principale sur le côté est perpendiculaire à la crête du toit (côté pignon). Les styles taisha-zukuri, sumiyoshi-zukuri, ōtori-zukuri et kasuga-zukuri entrent dans cette catégorie[23].

Les proportions sont également importantes. Un bâtiment d'un style donné doit souvent posséder certaines proportions mesurées en ken (un ken est la distance entre les piliers, étalon variable d'un sanctuaire à l'autre et parfois au sein du même sanctuaire).
Les styles les plus anciens sont le tsumairi, le shinmei-zukuri, le taisha-zukuri et le sumiyoshi-zukuri, présumés antérieurs à l'arrivée du bouddhisme au Japon.
Les deux styles les plus fréquents sont le hirairi nagare-zukuri et le tsumairi kasuga-zukuri. Les sanctuaires plus grands et plus importants relèvent généralement d'un style unique.

### Nagare-zukuri

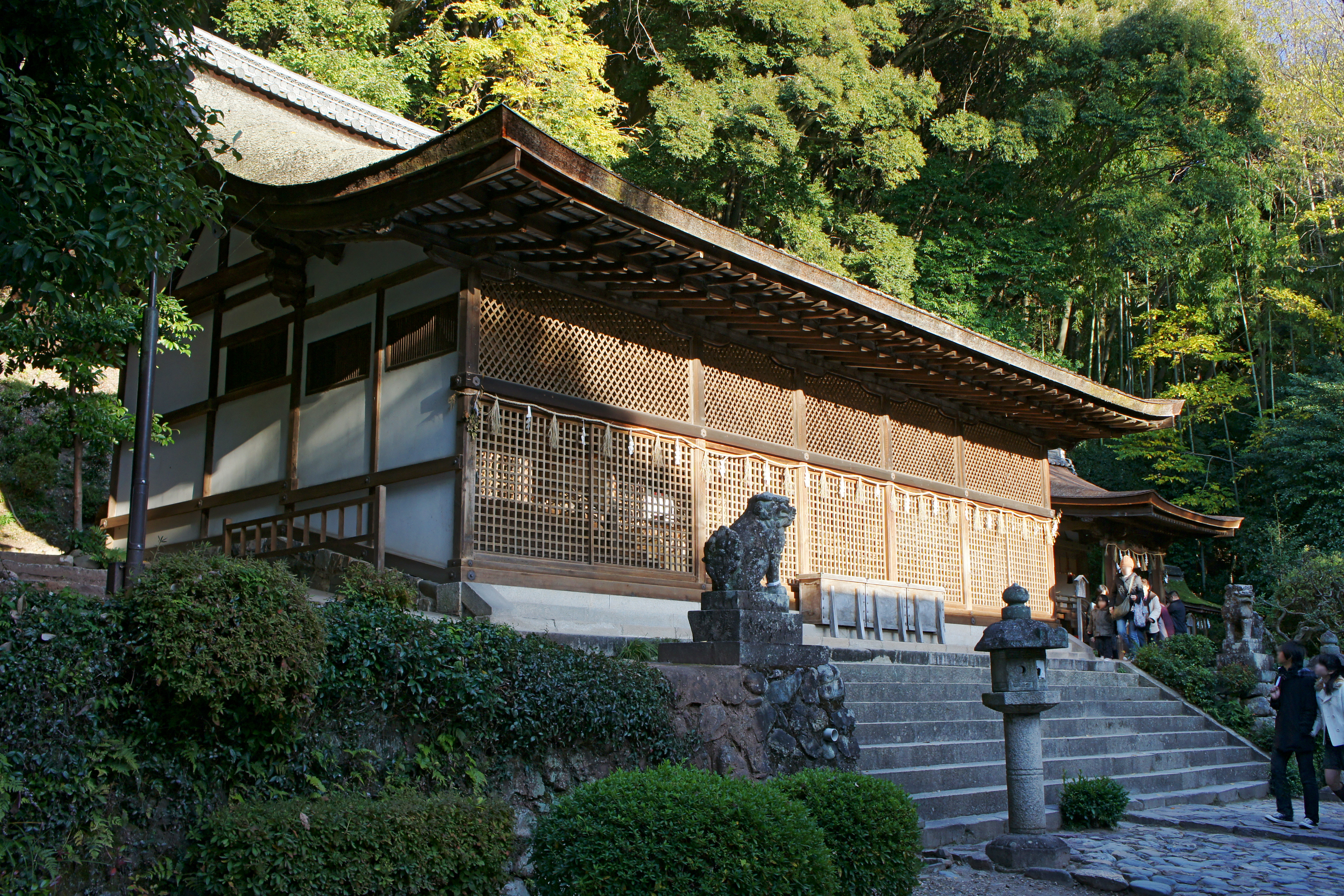
Ujigami-jinja à Uji, préfecture de Kyoto.

Le nagare-zukuri (流造, « style coulant ») ou nagare hafu-zukuri (流破風造, « style à pignon coulant ») est un style caractérisé par un toit à pignon très asymétrique (kirizuma-yane (切妻屋根) en japonais) faisant saillie vers l'extérieur sur le côté non-pignon au-dessus de l'entrée principale, pour former un portique (voir photo). C'est cette caractéristique qui donne son nom à ce style, le plus fréquent parmi les sanctuaires dans tout le pays. La structure de base constituée d'une élévation (noyau (母屋, moya)) partiellement entourée d'une véranda appelée hisashi (le tout sous le même toit) est parfois modifiée par l'addition d'une salle en face de l'entrée. La longueur du faîte du toit d'un honden varie de 1 à 11 ken, mais ne fait jamais 6 ou 8 ken. Les tailles les plus courantes sont 1 et 3 ken. Le plus ancien sanctuaire du Japon, le Ujigami-jinja à Uji, possède un honden de ce type. Ses dimensions extérieures sont de 5 x 3 ken, mais intérieurement il est composé de 3 sanctuaires (内殿, naiden) mesurant 1 ken chacun.

### Kasuga-zukuri

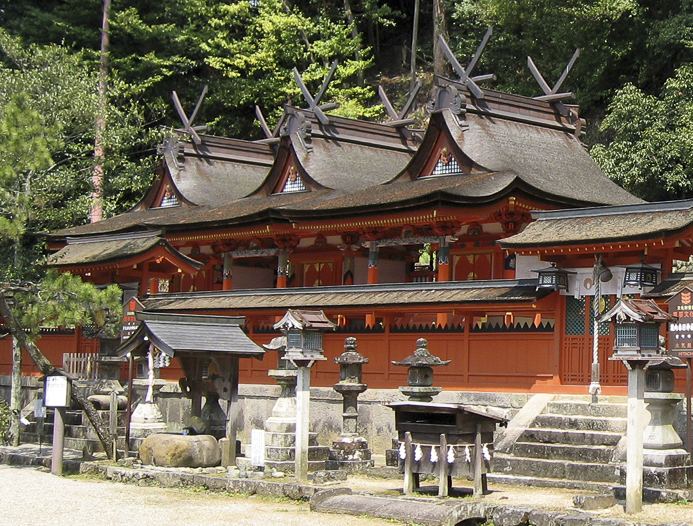
Le honden à Uda Mikumari-jinja Kami-gū est constitué de trois bâtiments réunis de stylekasuga-zukuri.

Le style kasuga-zukuri (春日造) tient son nom du honden de Kasuga-taisha. Il se caractérise par l'extrême petitesse de la construction, juste 1 × 1 ken de taille. Dans le cas de Kasuga-taisha, cela représente 1,9 × 2,6 m. Le toit est à pignon avec une entrée unique à l'extrémité du pignon, décoré de chigi et de katsuogi, couvert d'écorce de cyprès et recourbé vers le haut aux avant-toits. Les structures de soutien sont peintes en vermillon, tandis que les murs de planches sont de couleur blanche.
C'est, après le nagare-zukuri (voir ci-dessous) le style le plus courant, la plupart des exemples se trouvant dans la région du Kansai autour de Nara.

## Autres styles
Dans cette section sont répertoriés d'autres styles (par ordre alphabétique). Beaucoup sont rares et certains sont uniques. La plupart portent sur la structure d'un bâtiment exclusif, mais d'autres, par exemple le style ishi-no-ma-zukuri, envisagent plutôt les relations entre les parties des structures. Dans ce cas, le même bâtiment peut relever de deux catégories distinctes. Ainsi, le honden et le haiden de Ōsaki Hachiman-gū (大崎八幡宮) sont des édifices de style irimoya-zukuri à un seul niveau. Cependant, parce qu'ils sont reliés par un passage appelé ishi-no-ma et sont couverts par un seul et même toit, le complexe est classé comme appartenant au style ishi-no-ma-zukuri (aussi appelé gongen-zukuri).

### Gongen-zukuri
Le nom vient de Nikkō Tōshō-gū à Nikkō parce qu'y est vénéré le tōshō Daigongen (Tokugawa Ieyasu). Pour plus de détails, voir ishinoma-zukuri (石の間造).

### Hachiman-zukuri

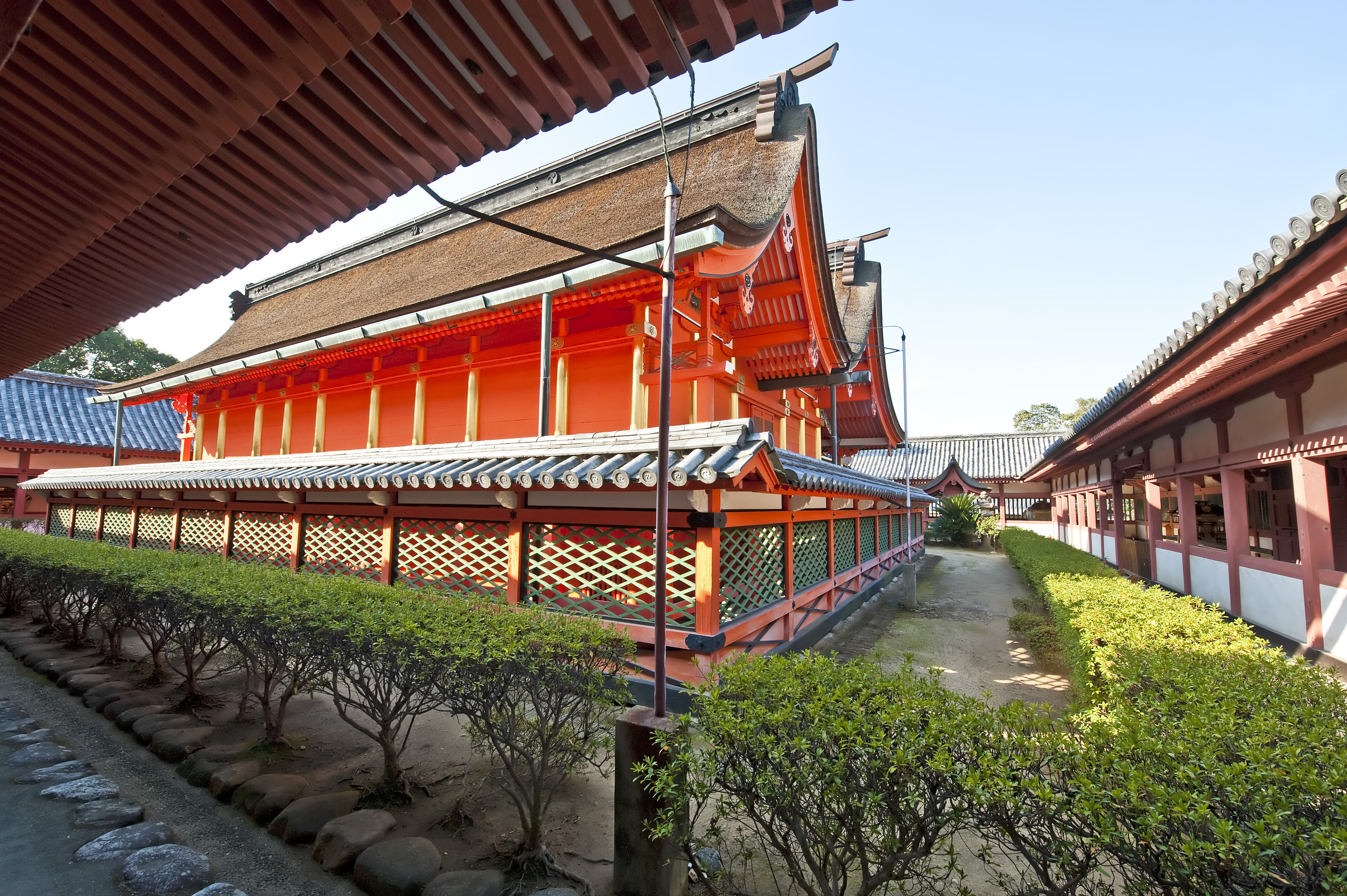
Le honden de à Matsuyama, est un rare exemple du style hachiman-zukuri. Le honden (à gauche) est entouré par un couloir comparable à celui d'un cloître appelé kairō (à droite).

Le hachiman-zukuri (八幡造) est un style utilisé pour les sanctuaires Hachiman dans lequel deux bâtiments parallèles au toit à pignon sont reliés sur le côté non-pignon, formant un seul bâtiment, qui, lorsqu'il est vu depuis le côté, donne l'impression d'en faire deux. Le bâtiment à l'avant est appelé gaiden (外殿, « sanctuaire extérieur »), celui à l'arrière naiden (内殿, « sanctuaire intérieur ») et ensemble ils forment le honden. Il y a des entrées au centre du côté sans pignon. En général, la structure à l'arrière fait 3 × 2 ken, tandis que celle à l'avant fait 3 × 1.
L'espace entre les deux bâtiments est d'1 ken de large et forme une pièce appelée ai-no-ma (相の間). La largeur et la hauteur de cette pièce varient avec le sanctuaire.
Les exemples encore existants sont Usa Hachiman-gū et Iwashimizu Hachiman-gū. Ce style, dont ne subsistent que cinq exemples seulement (de l'époque d'Edo), est peut-être d'origine bouddhiste étant donné que certains bâtiments bouddhistes comportent la même division. Ainsi le hokke-dō de Tōdai-ji est-il divisé en deux parties établies à l'avant et en arrière. Les détails de structure montrent également une forte relation avec le style de l'époque de Heian appelé shinden-zukuri employé dans les résidences aristocratiques. Une autre origine possible de ce style peut se trouver dans les anciens palais dont on sait qu'ils possédaient des crêtes parallèles sur le toit.

### Hiyoshi-zukuri

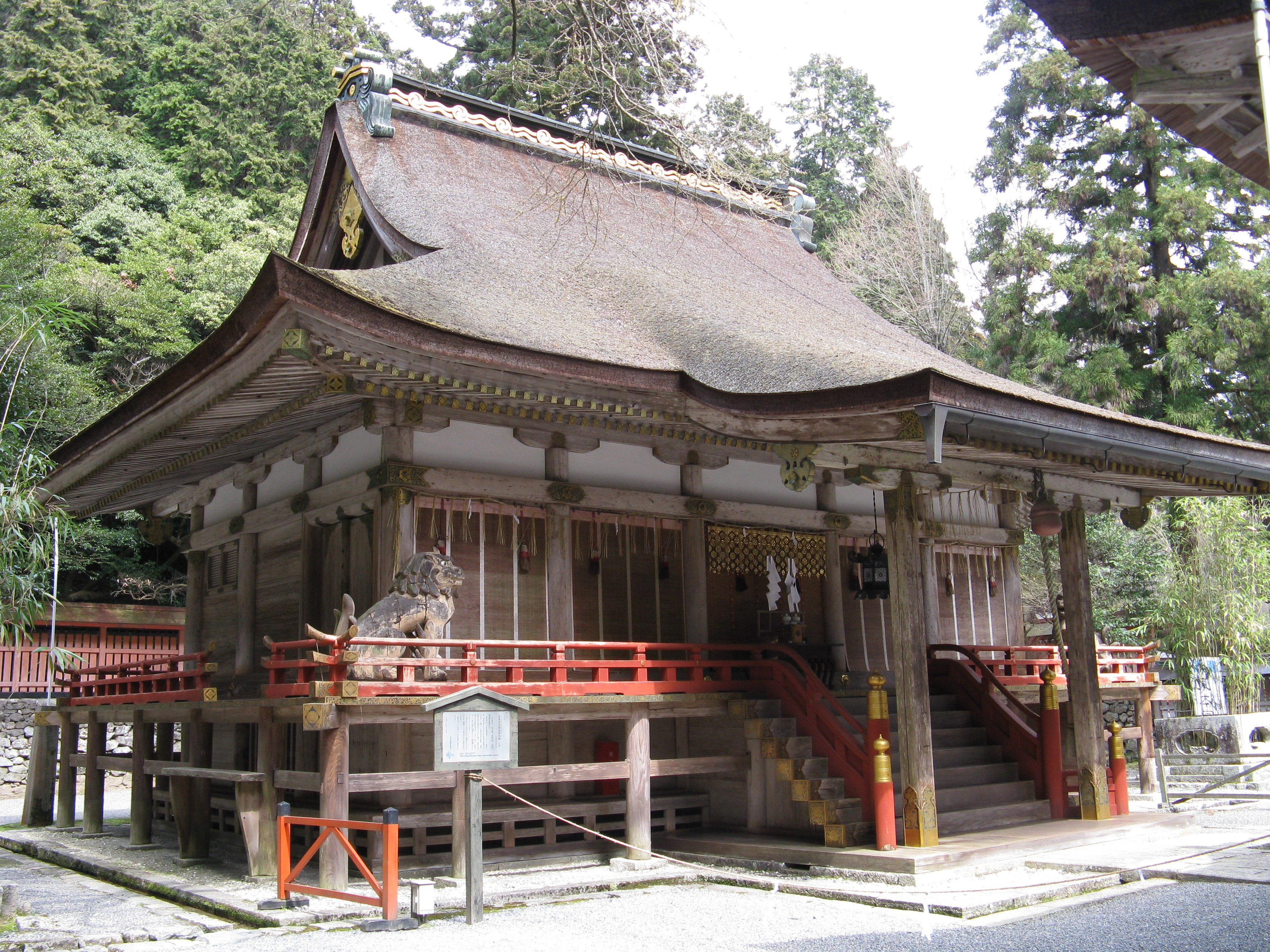
Nishi Hon-gū du Hiyoshi-taisha.

Le hiyoshi-zukuri / hie-zukuri (日吉造), aussi appelé shōtei-zukuri / shōtai-zukuri (聖帝造) ou sannō-zukuri (山王造) est un style rare qui n'est représenté de nos jours que sur trois sites, tous à Hiyoshi-taisha à Ōtsu, préfecture de Shiga. Il s'agit des honden est et ouest Hon-gū (本殿本宮) et du honden de Usa Hachiman-gū (摂社宇佐神宮本殿).
Le bâtiment est composé d'un cœur de 3 × 2 ken appelé moya entouré sur trois côtés d'un hisachi de 1 ken de large pour un total de 5 × 3 ken (voir photo). Le hisashi à trois côtés est unique et typique de ce style. Le toit à deux versants s'étend en petits portiques sur le devant et les deux côtés à pignons. Le toit à l'arrière a une forme particulière et caractéristique (voir photo de la galerie).

### Irimoya-zukuri

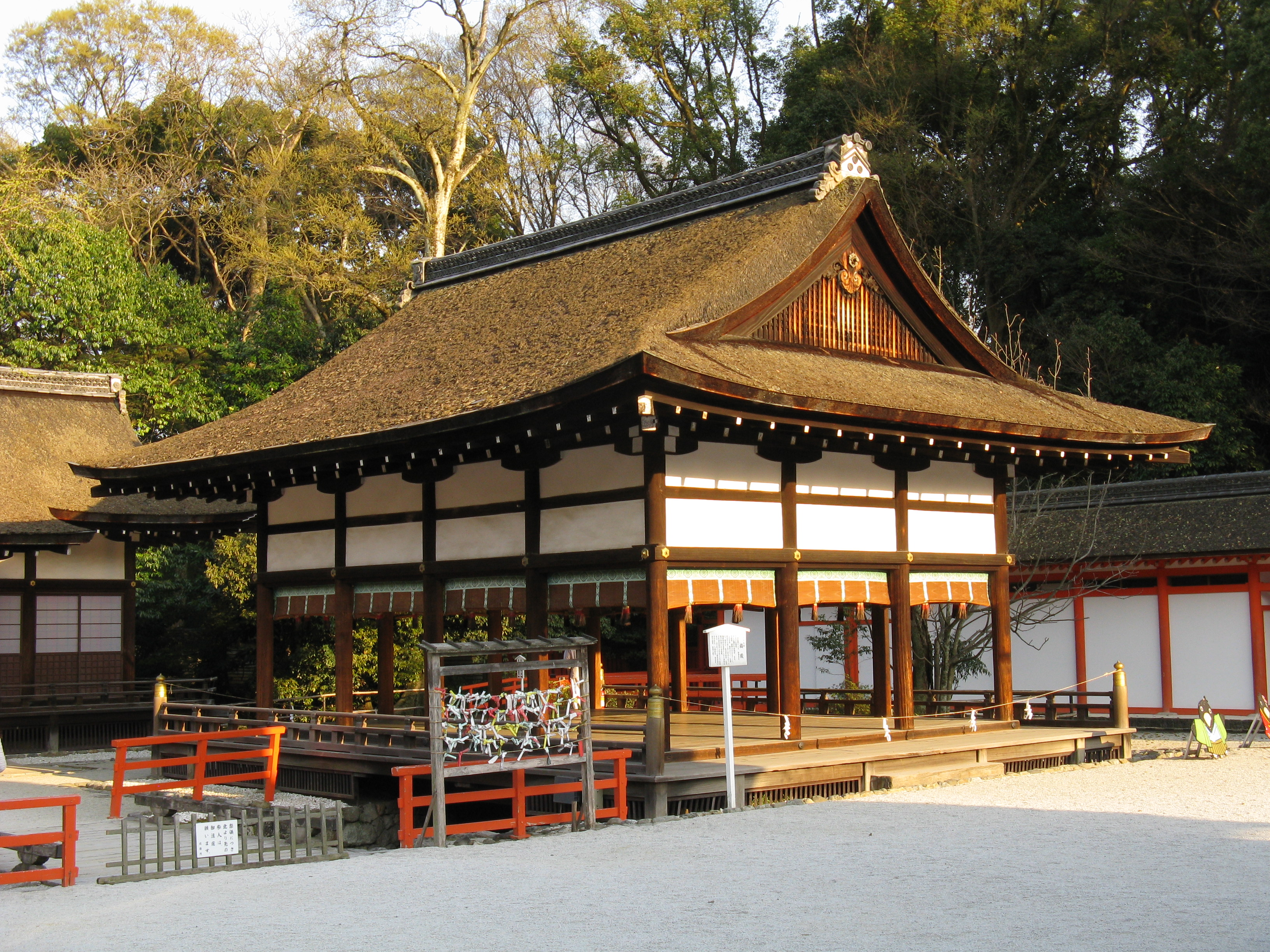
Toit à deux versants et pignon à Kamo-jinja.

Le irimoya-zukuri (入母屋造, lit. « style à croupe et à pignon ») est un style de honden avec un toit à croupe et à pignon, c'est-à-dire un toit à double pente avec une ou deux hanches, utilisé par exemple dans le honden de Kitano Tenman-gū. Ce style d'origine chinoise est arrivé au Japon avec le bouddhisme au VIe siècle. Il est à l'origine utilisé pour les kon-dō et kō-dō (salles de lecture) des temples bouddhistes, mais a commencé plus tard à être utilisé également dans les sanctuaires durant la période médiévale du Japon.
Le nom dérive de son toit à deux versants et à pignon (入母屋屋根, irimoya yane). Au Japon, le pignon est juste au-dessus du bord du moya du sanctuaire tandis que la hanche couvre le hisashi. Dans l'architecture laïque, il est souvent appelé simplement moya-zukuri. Les exemples existants sont Mikami-jinja préfecture de Shiga et Yasaka-jinja à Kyoto.

### Ishi-no-ma-zukuri

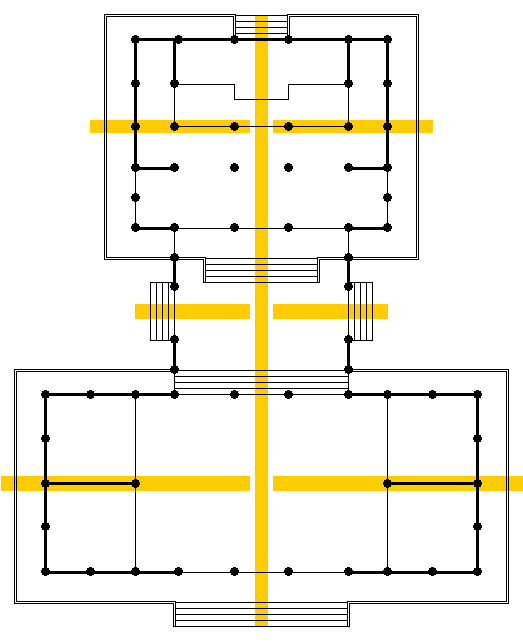
Un sanctuaire ishi-no-ma-zukuri. de haut en bas : honden, ishi-no-ma, haiden. En jaune, les arêtes des différents toits.

Le ishi-no-ma-zukuri (石の間造), aussi appelé 権現造 (gongen-zukuri), yatsumune-zukuri (八棟造) et miyadera-zukuri (宮寺造) est le nom d'une structure de complexe de sanctuaire dans laquelle le haiden (salle du culte), et le honden (sanctuaire principal), sont reliés sous un même toit en forme de « H ».
Le passage de liaison peut être appelé ai-no-ma (相の間), ishi-no-ma (石の間) ou encore chūden (中殿, « bâtiment intermédiaire »). Le sol de chacune des trois salles peut être à des niveaux différents. Si le ai-no-ma est pavé de pierres, il est appelé ishi-no-ma, d'où le nom du style. Il peut toutefois être revêtu de planches ou de tatamis. Sa largeur est souvent la même que celle du honden pour un haiden de 1 à 3 ken de large.
Un des exemples les plus anciens est le Kitano Tenman-gū à Kyoto. Le nom gongen-zukuri vient de Nikkō Tōshō-gū à Nikkō qui vénère le tōshō Daigongen (Tokugawa Ieyasu) et adopte cette structure.

### Disposition primitive des sanctuaires sanshonden
Ce style est rare, mais historiquement important. Il est également unique en ce que le honden, normalement au centre même d'un sanctuaire, est manquant. Ces sanctuaires rappellent peut-être ce qu'étaient les sanctuaires des temps très anciens. Les premiers sanctuaires n'avaient pas de honden parce que le shintai, c'est-à-dire leur objet de culte, était la montagne même sur laquelle ils se trouvaient. Le Ōmiwa-jinja à Nara en est un exemple puisqu'il n'a toujours pas de honden. Une zone proche du haiden (lieu de culte), sacrée et taboue, le remplace pour le culte. Un autre exemple remarquable de ce style est le Futarasan-jinja près de Nikko, dont le shintai est le mont Nantai.

### Ryōnagare-zukuri
Le ryōnagare-zukuri (両流造, « style au double flux ») est une évolution du nagare-zukuri dans lequel le toit descend pour former un portique sur les deux côtés sans pignons. Les honden de Itsukushima-jinja et Matsunoo-taisha en sont deux exemples.

### Shinmei-zukuri

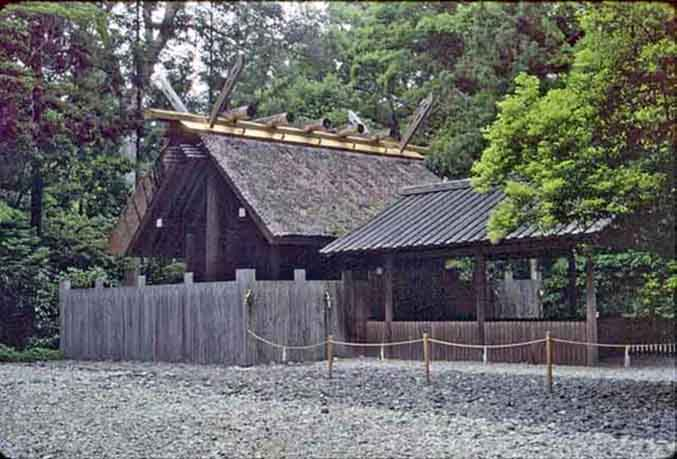
Un sanctuaire à Ise.

Le shinmei-zukuri (神明造) est un style ancien typique de Ise-jingū, le plus saint des sanctuaires shinto. C'est dans la préfecture de Mie qu'il est se rencontre le plus fréquemment. Marqué par une extrême simplicité, ses caractéristiques de base se retrouvent dans l'architecture japonaise depuis la période Kofun (250-538 C.E.) et il est considéré comme l'apogée de l'architecture traditionnelle japonaise. Construit en bois brut raboté, le honden fait 3 × 2 ken ou 1 × 1 ken, possède un sol surélevé, un toit à pignon avec une entrée sur un des côtés sans pignon, aucune courbe vers le haut à l'avant-toit et des rondins décoratifs appelés chigi et katsuogi faisant saillie de la crête de la toiture. L'exemple le plus ancien en est Nishina Shinmei-gū, le sanctuaire qui donne son nom à ce style.

### Sumiyoshi-zukuri

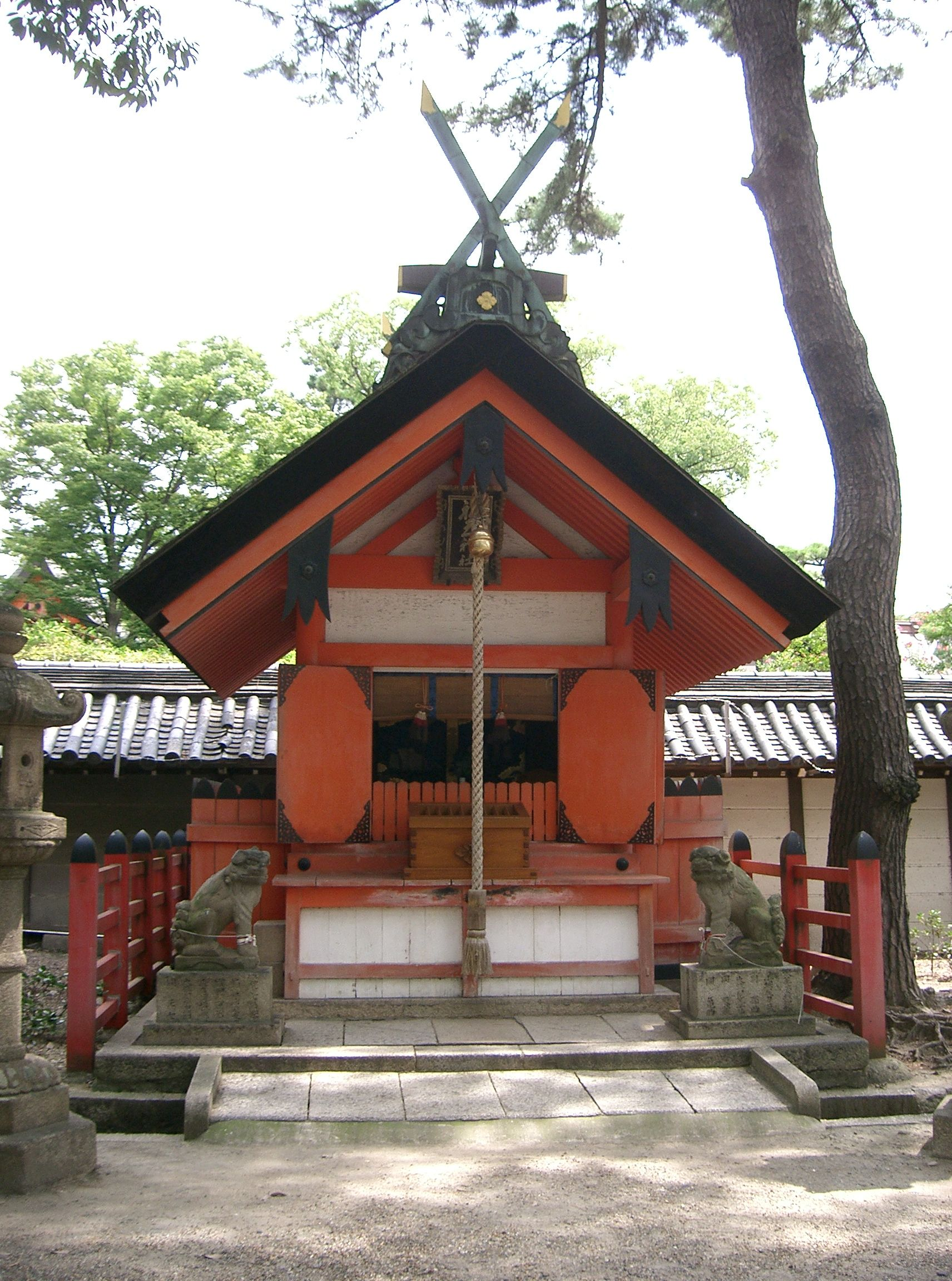
Funatama-jinja du Sumiyoshi-taisha.

Le Sumiyoshi-zukuri (住吉造) tient son nom du honden de Sumiyoshi-taisha à Ōsaka. le bâtiment fait 4 ken de large pour 2 ken de profondeur et possède une entrée sous le pignon. Son intérieur est divisé en deux sections, l'autre à l'avant(gejin (外陣)) une à l'arrière (naijin (内陣)) avec une entrée unique à l'avant. La construction est simple, mais les piliers sont peints en vermillon et les murs en blanc.
L'origine de ce style est censée remonter à l'architecture des palais anciens. Le Sumiyoshi-jinja de la préfecture de Fukuoka où sont vénérés les trois Sumiyoshi sanjin (de) est une autre illustration de ce style. Dans les deux cas, comme dans beaucoup d'autres, il n'y a pas de véranda.

### Taisha-zukuri

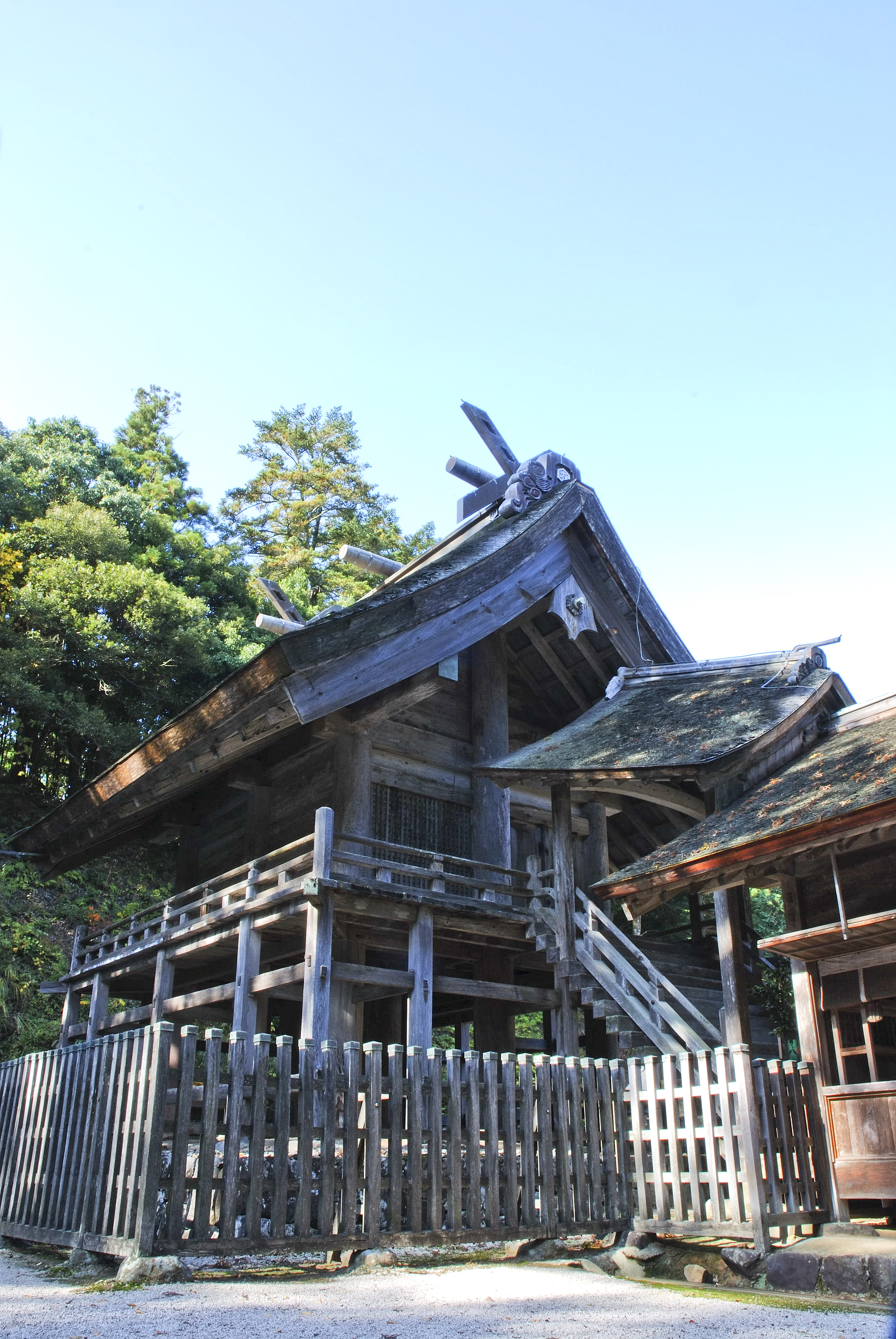
Honden de Kamosu-jinja.

Le taisha-zukuri ou Ōyashiro-zukuri (大社造), le plus ancien style de sanctuaire, tient son nom de Izumo-taisha et, comme celui de Ise-jingū, possède des chigi et des katsuogi, ainsi que des traits archaïques comme des piliers à pignon et un pilier central unique (shin no mihashira). Parce que son plancher est surélevé sur pilotis, il est présumé avoir son origine dans les planchers surélevés des greniers similaires à ceux trouvés sur le site archéologique de Toro dans la préfecture de Shizuoka.
Le honden a normalement une emprise au sol de 2 × 2 ken (12,46 × 12,46 m dans le cas d'Izumo-taisha), avec une entrée sur l'extrémité en pignon. Les escaliers qui mènent au honden sont couverts par un toit d'écorce de cyprès. Le plus ancien exemple existant de ce style est le honden de Kamosu-jinja dans la préfecture de Shimane, construit au XVIe siècle.

### Owari-zukuri
Le owari-zukuri (尾張造) est un style complexe que l'on trouve utilisé dans les grands sanctuaires de ce qui était la province d'Owari près de Nagoya. Il dispose de nombreuses structures dans le même complexe, parmi eux un honden, un haiden, un tsuriwata-rō (une voie de passage suspendue), un yotsuashimon (porte construite avec quatre piliers) et d'autres bâtiments. Les sanctuaires Owari Ōkunitama et Tsushima-jinja sont des exemples de ce style.

### Misedana-zukuri

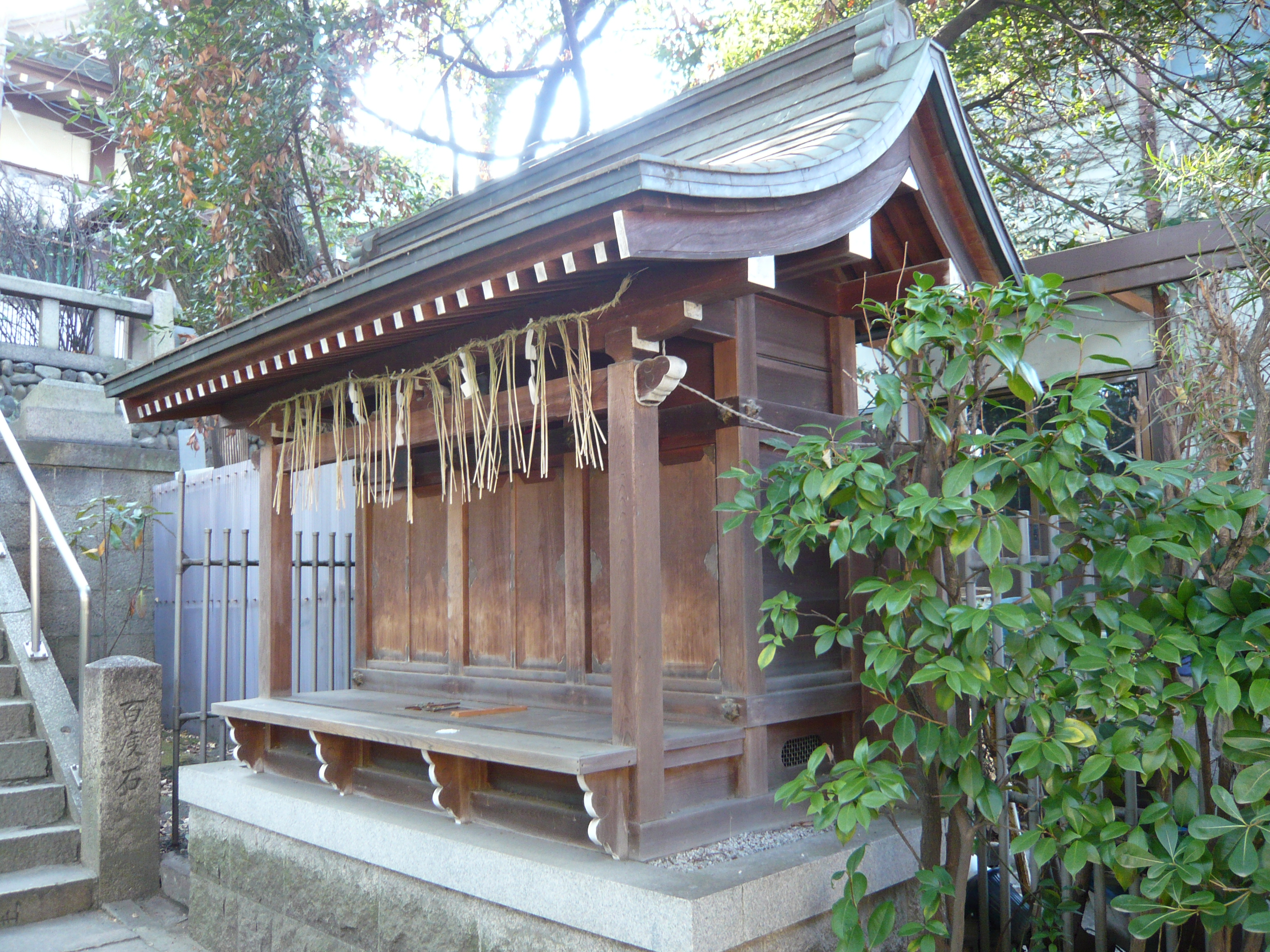
Un massha au Sankō-jinja d'Ōsaka.

Le misedana-zukuri (見世棚造 ou 店棚造, « style démonstration ») doit son nom au fait que contrairement aux autres styles de sanctuaire, il ne prévoit pas d'escalier à l'entrée et que la véranda est complètement plate. Il est normalement utilisé uniquement pour les sessha et les massha, les minuscules sanctuaires de 1 ken se trouvant parfois sur les sites des sanctuaires plus grands. Ils peuvent cependant être aussi petits que des ruches ou relativement grands et disposer de 1 × 2, 1 × 3 ou même dans un cas 1 × 7 baies. À part l'absence d'un escalier, ces sanctuaires appartiennent aux styles nagare-zukuri ou kasuga-zukuri et ont leur entrée sur le côté sans pignon (hirairi) ou le côté avec pignon (tsumairi).

### Ōtori-zukuri
Le Ōtori-zukuri (大鳥造) est un style tsumairi qui doit son nom au Ōtori-taisha à Ōsaka. Son sol surélevé fait 2 × 2 ken, sans véranda ni balustrades. Ce style semble avoir la même origine que les anciens styles sumiyoshi et taisha auxquels il ressemble et l'absence de véranda peut être due à l'emploi à l'origine d'un sol en terre battue, encore en usage dans certains sanctuaires. L'intérieur est divisé en deux, le naijin (chambre intérieure) et le gejin (chambre extérieure). Le toit est recouvert de couches de bardeaux d'écorce de cyprès et possède une haute crête au rôle plus ornemental que fonctionnel. Il ne se courbe pas vers le haut à l'avant-toit et les rives de toit sont simples et droites. Il dispose d'un chigi et de trois katsuogi.

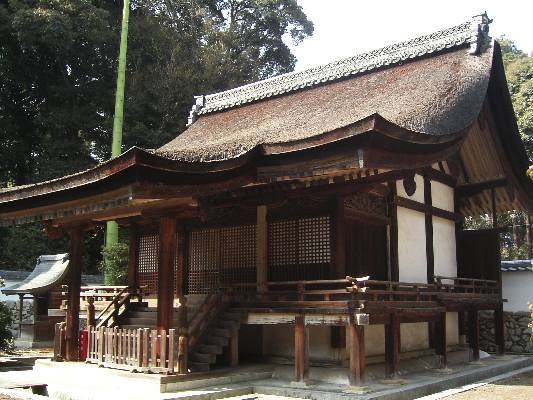
Style hirairi : entrée du côté sans pignon.
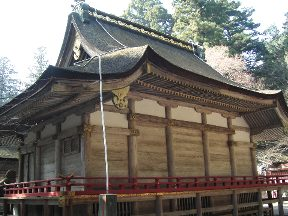
Forme typique de l'arrière d'un toit hiyoshi-zukuri.
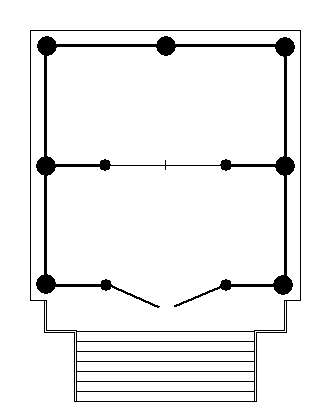
Ōtori-zukuri.
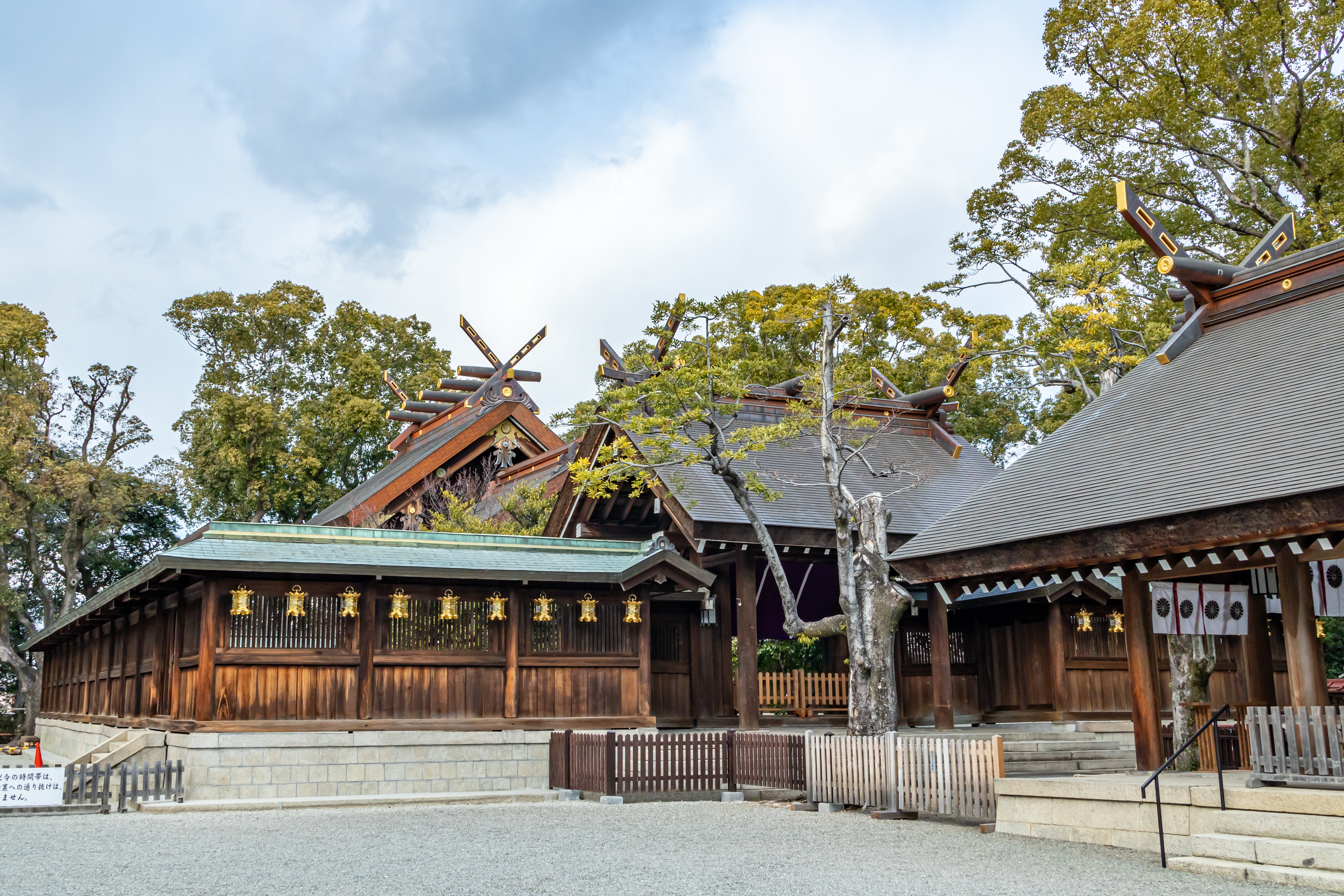
Honden de Ōtori-taisha.
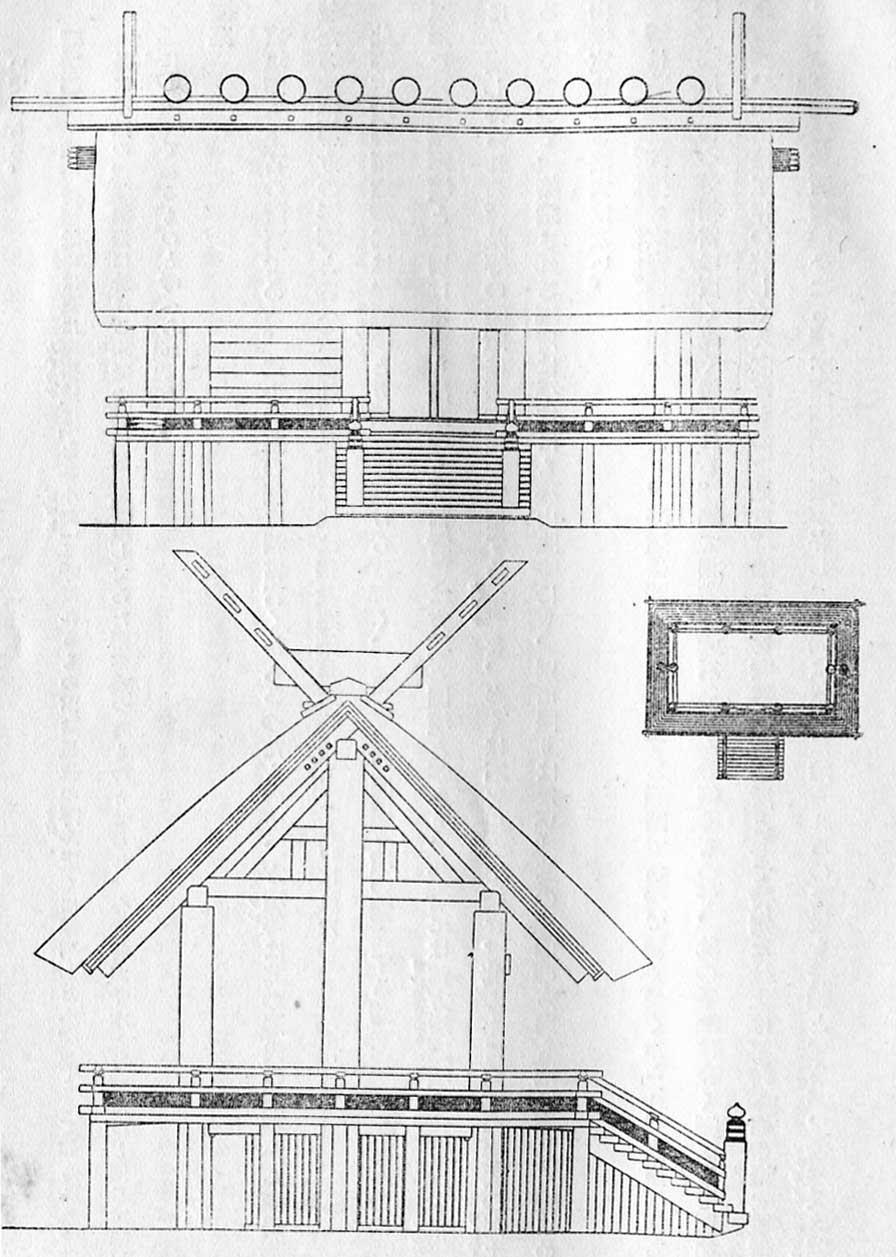
Shinmei-zukuri.
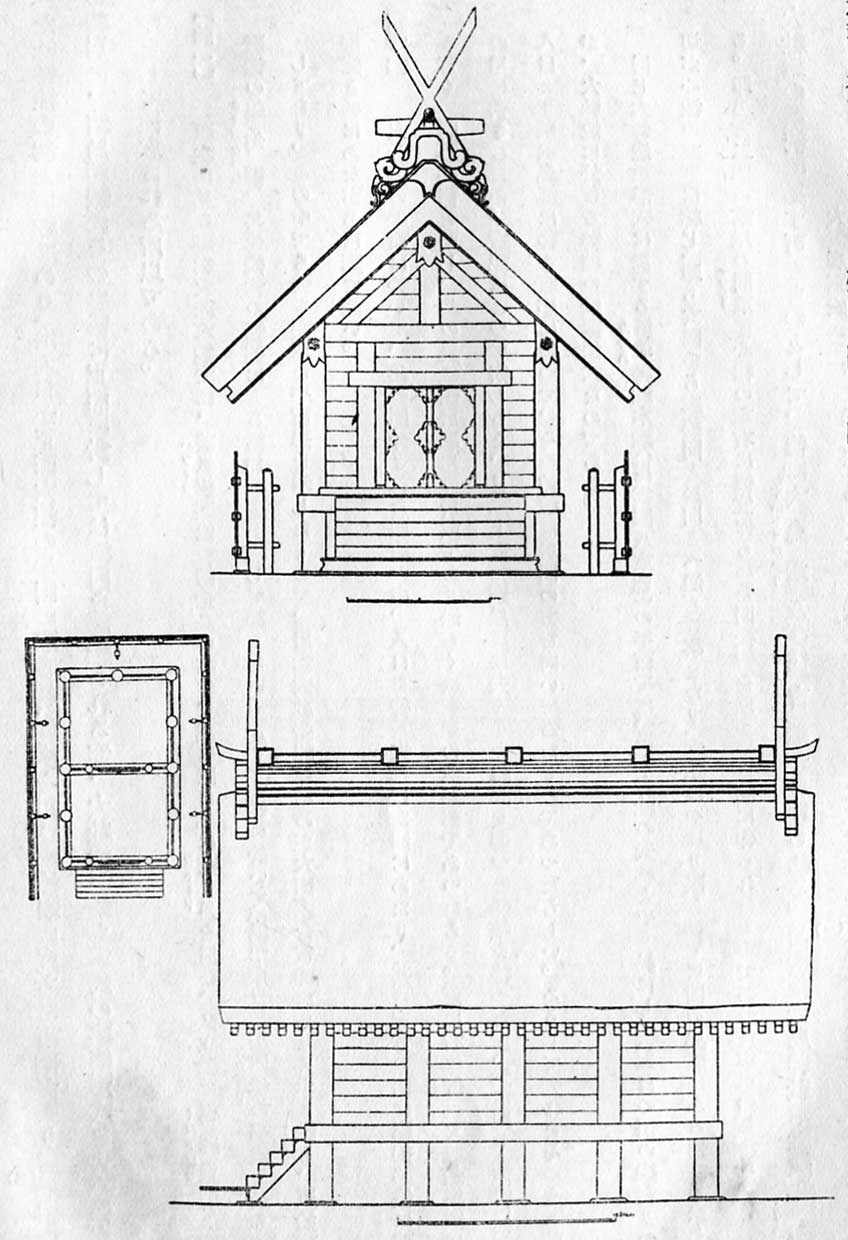
Sumiyoshi-zukuri.
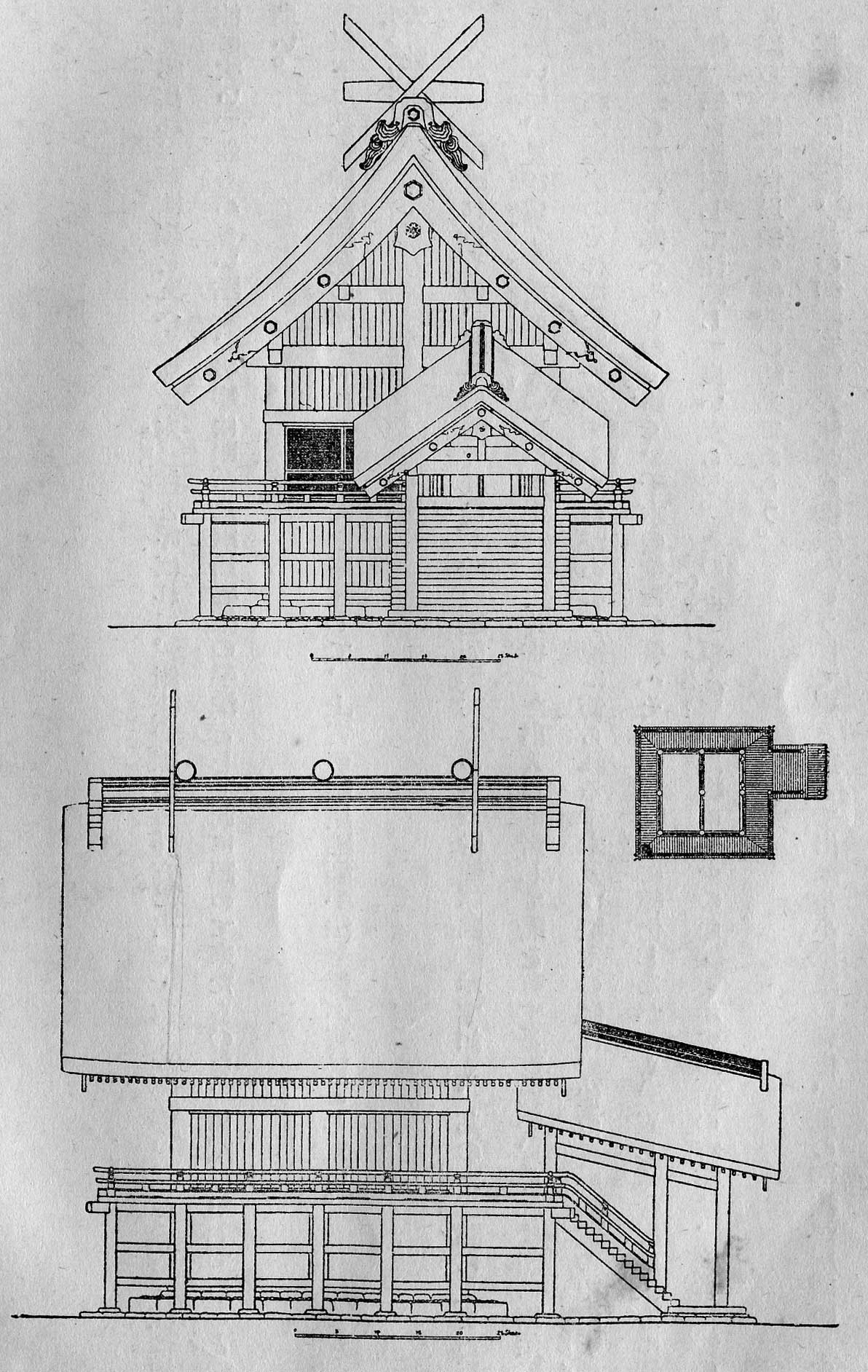
Taisha-zukuri, Izumo-taisha.

## Source de la traduction
- (en) Cet article est partiellement ou en totalité issu de l’article de Wikipédia en anglais intitulé « Shinto architecture » (voir la liste des auteurs).